# Tropidoprion gibbosus
Tropidoprion gibbosus là một loài bọ cánh cứng trong họ Cerambycidae.